# 義王市
義王市（：／ Uiwang si */?）是大韩民国京畿道中南部的一个市，也是韩国铁道博物馆的所在地。2005年人口约14.4万人。

## 历史
1914年：由广州郡义谷面和王伦面合并设立水原郡仪旺面。
1949年：改称日王面，归属华城郡。
1963年1月1日：改称仪旺面，编入始兴郡。
1980年12月1日：升格为仪旺邑，编入水原郡。
1989年1月1日：从水原独立，升格为仪旺市。
2007年2月20日：更名为义王市。據該市的解釋，自1790年代起義谷和王倫兩地開始出現混用「儀谷」和「旺倫」的情況，至1914年朝鮮總督府令改編行政區域後，此用法獲官方正名。為恢復行政區域的傳統名稱，該市在2004年起進行民意調查，83.4%的人贊成更改漢字地名後，經市議會和道議會表決，再經國會表決通過後更名。

## 行政区划
行政洞：
- 古川洞(고천동)
- 富谷洞(부곡동)
- 五全洞(오전동)
- 內蓀1洞(내손1동)
- 內蓀2洞(내손2동)
- 清溪洞(청계동)

法定洞：
- 古川洞
- 旺谷洞
- 二洞
- 三洞
- 月岩洞
- 草坪洞
- 五全洞
- 內蓀洞
- 浦一洞
- 清溪洞
- 鶴儀洞

## 教育
- 韩国铁道大学

## 交通

### 铁路
- 京釜線
  - 義王站
- 南部貨物基地線
  - 義王站 - 五峰站

### 高速道路
- 首尔外环高速公路
  - 鶴儀立交 - 清渓收费站
- 嶺東高速公路
  - 富谷INTERCHANGE

## 友好城市
- 美国北小石城（2000年）
- 日本君津市 （2002年）

- 中国咸宁市（2015年）

1. ↑  . 議案情報系統. 2006-02-07  [2021-09-26]. （原始内容存档于2021-09-26）.
2. ↑  . 韓民族. 2007-01-23  [2021-09-26]. （原始内容存档于2021-09-26）.